# Linia kolejowa nr 995
Linia kolejowa 995 – drugorzędna, jednotorowa, niezelektryfikowana linia kolejowa, łącząca rejon SPD31 stacji Szczecin Port Centralny z bocznicą stacyjną Szczecin Port Centralny Nabrzeże Starówka. Linia obejmuje tor 846 w obrębie wyżej wymienionej stacji.
Linia w całości została uwzględniona w kompleksową i bazową towarową sieć transportową TEN-T.